# 自然之友
自然之友（Friends of Nature），全称中国文化书院·绿色文化分院，是中华人民共和国政府批准成立的第一个群众性民间环保团体，1994年3月由梁从诫创立。自然之友宣称的宗旨为：开展群众性环境教育、倡导绿色文明、建立和传播具有中国特色的绿色文化、促进中国的环保事业。自然之友的活动经费来自会员交纳的会费以及社会赞助。